# Копылиха (Нижегородская область)
Копылиха — деревня в составе Вязовского сельсовета Уренского района Нижегородской области, на 2017 год в Копылихе числится 2 улицы: Кооперативная и Центральная.

## Население
| 1916 | 2002 | 2010 |
| ---- | ---- | ---- |
| 592  | ↘94  | ↘48  |

Копылиха расположена примерно в 35 километрах (по шоссе) севернее райцентра Урень, на водоразделе рек Ветлуга и Уста, у истоков реки Сеплас, высота центра селения над уровнем моря — 120 м. Транспортное сообщение осуществляется по региональной автодороге 22Н-4425 «подъезд к деревне Вязовая — деревня Девушкино от автодороги Урень — Шарья — Никольск — Котлас».